# Селуянов, Виктор Николаевич
Виктор Николаевич Селуянов (21 июня 1946—16 июля 2017) — кандидат биологических наук, профессор; заслуженный работник физической культуры Российской Федерации, Почётный работник высшего профессионального образования Российской Федерации; профессор кафедры физической культуры и спорта, специалист в области биомеханики, антропологии, оздоровительной физической культуры, спортивной адаптологии, автор ряда научных изобретений и инновационных технологий, создатель оздоровительной системы «Изотон».

## Биография
Виктор Николаевич Селуянов родился 21 июня 1946 года в Москве. У него был врождённый порок сердца.
Учился в строительном техникуме, стал заниматься велосипедным спортом.
В 1970 году окончил Государственный центральный ордена Ленина институт физической культуры. Работал заведующим лабораторией фундаментальных проблем теории физической и технической подготовки спортсменов высшей квалификации Российской государственной академии физической культуры (РГАФК — название ГЦОЛИФК в период с 1993 по 2003 год); профессор кафедры естественнонаучных дисциплин и информационных технологий РГАФК.
С 2009 года — заведующий научной лабораторией спортивной адаптологии МФТИ.
Умер 16 июля 2017 года. Похоронен на Химкинском кладбище.

## Научная деятельность
В 1979 году защитил кандидатскую диссертацию на тему "Масс-инерционные характеристики и их взаимосвязь с антропометрическими признаками" в МГУ в институте антропологии. Определил сколько весят части тела у человека и какими масс-инерционными характеристиками они обладают — точно определено сколько весит кисть, предплечье, плечо и другие 10 частей тела испытуемого человека.
В 1992 году выдвигал диссертацию на соискание звания доктора педагогических наук под названием "Методы построения физической подготовки спортсменов высокой квалификации на основе имитационного моделирования", однако звание доктора наук присуждено не было.
В 1995 году получил патент «Способ изменения пропорции состава тканей всего тела человека и в отдельных его сегментах», разработал математические модели, имитирующие срочные и долговременные адаптационные процессы в организме спортсменов.
Основные направления исследований — спортивная адаптология, физиология, теория спортивной тренировки и оздоровительной физической культуры.
Стоял у истоков создания новой образовательной дисциплины в области физкультурного образования – «Научно-методическая деятельность». Он являлся автором первого учебного пособия, а затем и учебника по этой дисциплине. Им была создана научная школа.
Являлся создателем нового направления в теории и методике физической культуры – спортивной адаптологии. Он разработал теорию применения статодинамических упражнений в силовой подготовке высококвалифицированных спортсменов. На основе созданной им модели долговременных адаптационных процессов организма спортсмена разрабатывались тренировочные планы спортивной подготовки членов сборных команд страны по различным видам спорта (самбо, дзюдо, хоккей с шайбой, хоккей на траве, футбол, мини-футбол), благодаря которым спортсмены завоевывали медали высшего достоинства на всероссийских и международных соревнованиях. Являлся лектором Академии тренерского мастерства Российского футбольного союза.
Автор более 300 научных работ, в том числе патентов. Под его руководством защищено более 30 кандидатских диссертаций.

### Избранные труды
Источник — Электронные каталоги РНБ
- Максимов Д. В., Селуянов В. Н., Табаков С. Е. Физическая подготовка едноборцев (самбо и дзюдо). Теоретико-практические рекомендации. — М.: ТВТ Дивизион, 2011. — 160 с. — ISBN 978-5-98724-084-7
- Мякинченко Е. Б., Селуянов В. Н. Оздоровительная тренировка по системе Изотон. — М.: СпортАкадемПресс, 2001. — 67 с. — (Библиотека журнала «Аэробика»). — ISBN 5-8134-0051-6
- Селуянов В. Н. Масс-инерционные характеристики сегментов тела человека и их взаимосвязь с антропометрическими признаками: Автореф. … канд. биол. наук. — М.: Изд-во Моск. ун-та, 1979. — 25 с.
- Селуянов В. Н. Методы построения физической подготовки спортсменов высокой квалификации на основе имитационного моделирования: Автореф. дис. … д-ра пед. наук. — М., 1992. — 47 с.
- Селуянов В. Н. Технология оздоровительной физической культуры. — М.: СпортАкадемПресс, 2001. — 169 с. — (Библиотека журнала «Аэробика»). — ISBN 5-8134-0050-8
- Селуянов В. Н., Сарсания К. С., Заборова В. А. Футбол: проблемы физической и технической подготовки. — Долгопрудный: ИНТЕЛЛЕКТиК, 2012. — 157 с. — ISBN 978-5-4336-0007-2
- Селуянов В. Н., Федякин А. А. Биологические основы оздоровительного туризма. — М.: СпортАкадемПресс, 2000. — 123 с. — ISBN 5-8134-0029-X
- Селуянов В. Н., Шестаков М. П. Определение одарённостей и поиск талантов в спорте. — М.: СпортАкадемПресс, 2000. — 111 с. — (Серия «Наука — спорту»). — ISBN 5-8134-0023-0
- Мякинченко Е. Б., Селуянов В. Н Развитие локальной мышечной выносливости в циклических видах спорта. — М.: ТВТ Дивизион, 2005. — 338 с. — ISВN 5-98724-007-7

Учебные пособия
- Селуянов В. Н. Биомеханические основы совершенствования эффективности техники педалирования: Учеб. пособие для студентов и слушателей фак. повышения квалификации ГЦОЛИФКа. — М. : ГЦОЛИФК, 1985. — 57 с.
- Селуянов В. Н. Методика определения масс-инерционных характеристик сегментов тела человека: Метод. разраб. по курсу биомеханики для студентов и слушателей ГЦОЛИФКа. — М.: ГЦОЛИФК, 1981. — 26 с.
- Селуянов В. Н. Моделирование в теории спорта. (Физ. подгот. спортсменов): Учеб. пособие для аспирантов и студентов ГЦОЛИФКа. — М.: ГЦОЛИФК, 1991. — 58 с.
- Селуянов В. Н. Подготовка бегуна на средние дистанции. [Учеб. пособие]. — М.: СпортАкадемПресс, 2001. — 103 с. — (Библиотека международного научно-методического журнала «Научный атлетический вестник» ; Вып. 5). — ISBN 5-8134-0038-9
  -  — [2-е изд.]. — М.: ТВТ Дивизион, 2007. — 112 с. — ISBN 978-5-98724-029-8
- Селуянов В. Н., Шестаков М. П., Космина И. П. Научно-методическая деятельность: учебник для студентов высших учебных заведений, обучающихся по направлению 032100 — Физическая культура, специальностям 032101 — Физическая культура и спорт, 932102 — Физическая культура для лиц с отклонениями в состоянии здоровья (адаптивная физическая культура). — М.: «Флинта», «Наука», 2004. — 287 с. — ISBN 5-89349-899-2; ISBN 5-02-033348-4
  -  — М.: Физ. культура, 2005. — 287 с. — ISBN 5-9746-0005-3
- Селуянов В. Н., Шестаков М. П., Космина И. П. Основы научно-методической деятельности в физической культуре: Учеб. пособие для вузов физ. культуры. Направление 521900 «Физ. культура и спорт», спец. 022300 «Физ. культура и спорт». — М. : СпортАкадемПресс, 2001. — 183 с. — ISBN 5-8134-0044-3
- Феофилактов В. В., Селуянов В. Н., Титов П. Б., Хрипанкова М. В. Тестирование физической подготовленности студентов: учеб.-метод. пособие. — М.: Изд-во Современного гуманитарного университета, 2012. — 53 с. — ISBN 978-5-8323-0826-5

## Награды и достижения
- Заслуженный работник физической культуры Российской Федерации[5]
- Почётный работник высшего профессионального образования Российской Федерации.
- премия Спорткомитета СССР (1981) — за лучшую научно-исследовательскую работу в области физической культуры и спорта.